# Białorzeczka
Białorzeczka – wieś w Polsce położona w województwie podlaskim, w powiecie sejneńskim, w gminie Giby.
Według Pierwszego Powszechnego Spisu Ludności, przeprowadzonego w 1921 roku, Białorzeczka liczyła 9 domostw i zamieszkiwana była przez 62 osoby (29 kobiet i 33 mężczyzn). Wieś posiadała wówczas charakter dwunarodowy i dwuwyznaniowy, bowiem 51 mieszkańców miejscowości zgłosiło wyznanie rzymskokatolickie, zaś pozostałych 11 zadeklarowało wyznanie staroobrzędowe. Podział religijny mieszkańców Białorzeczki pokrywał się z ich strukturą narodowo-etniczną, gdyż 51 osób podało polską przynależność narodową, natomiast pozostałych 11-u mieszkańców zadeklarowało rosyjską tożsamość narodową.
W latach 1975–1998 miejscowość administracyjnie należała do województwa suwalskiego.